# Maho-tsukai
Maho-tsukai es un término utilizado en La leyenda de los cinco anillos (juego de rol de ambientación oriental) para denotar a los individuos que utilizan la magia de sangre.
Un Maho-tsukai(lanzador de Maho) es un usuario de la magia de la sangre.
A diferencia de los otros Shugenja de Rokugan, los maho-tsukai no extraen su poder de los elementos (Fuego, Aire, Tierra, Agua y Vacío), sino se benefician del poder cedido directamente por el kami oscuro Fu-Leng. Para ello deben sacrificar una cantidad de sangre acorde con el poder adquirido; esta sangre no tiene que ser siempre suya, así que es común que la extraigan de otras fuentes.
El uso de este tipo de magia pudre por dentro a los maho-tsukai, cayendo ante Fu-Leng hasta el punto de terminar con sus vidas.
El uso del maho (o magia de sangre), está prohibida en el imperio rokugani por el emperador desde generaciones. Aun así existen los usuarios de dicho poder. Para controlar su uso existen algunas órdenes con la obligación de cazarlos como pueden ser los Inquisidores Isawa, y los Cazadores de Brujas Kuni.
El maho-tsukai más célebre de la historia es Iuchiban, quien llegó a poner en jaque a todo el imperio esmeralda con su poder. También se sospecha que pudo escapar a la maldición de Fu-Leng, pudiendo utilizar la magia de sangre sin redirle pleitesía al kami oscuro.
- Datos: Q5990060